# مورافيا (نيويورك)
مورافيا (بالإنجليزية: Moravia, New York)‏ هي بلدة أمريكية تقع في الولايات المتحدة في مقاطعة كايوغا، نيويورك. يقدر عدد سكانها بـ 3,626 نسمة .